# Frédéric Gabriel (cyclisme)
Pour les articles homonymes, voir Frédéric Gabriel et Gabriel.
Frédéric Gabriel, né le 20 juillet 1970 à Blesmes (Aisne), est un coureur cycliste français. Il est professionnel de 1995 à 2007 et coéquipier de Thomas Voeckler au sein de l'équipe Bonjour en 2002. Son palmarès comprend plusieurs victoires  dont celles obtenues au Tour Nord-Isère en 1994 et au Tour de la Somme en 2003.  Il est aussi vainqueur de deux épreuves de la Mi-août bretonne en 1996 et d'étapes sur le Tour de l'Ain.

## Palmarès et classements mondiaux

### Palmarès
- 1991
  - 3e de Paris-Laon
- 1992
  - Une étape des Boucles de la Meuse
  - 2e du championnat de Champagne-Ardenne
- 1994
  - Championnat d'Île-de-France
  - Prix du Val-d'Oise
  - Tour Nord-Isère
  - 3e étape du Tour de la Porte Océane
  - Paris-Fécamp
  - Trophée Mavic
  - 2e du Grand Prix de Nice
  - 3e de Paris-Chauny
  - 3e du Circuit de l'Aisne
  - 3e du Tour de la Porte Océane
- 1996
  - Prix d'Armor
  - Prix des Moissons
- 1997
  - 1re étape du Circuit des Mines
  - 2e de Colmar-Strasbourg
  - 3e du Circuit des Mines
- 1998
  - Colmar-Strasbourg
  - 1re étape du Tour de l'Ain
  - 2e du Tour de Serbie
  - 3e du Tour de Picardie
- 2000
  - 3e étape du Tour de l'Ain
  - 2e du Prix d'Armor
  - 3e du Prix du Léon
  - 3e du Prix de la ville de Soissons
- 2003
  - Classement général du Tour de la Somme
- 2007
  - 2e du Tour de Wallonie

### Classements mondiaux
| Année           | 2006 | 2007 |
| --------------- | ---- | ---- |
| UCI Europe Tour | 658e | 183e |